# Ružena Kristan
Ružena Kristan (rojena Popelak), sufražetka, slovenska učiteljica in urednica češkega rodu * 1875, † 1920
Na Kranjsko je prišla leta 1903. Bila je zelo politično aktivna. Delovala je v društvu Veda, čipkarski zadrugi in kot prevajalka. Bila je sotrudnica Zarje in idrijskega časopisa Naprej, katerega odgovorna urednica je bila.
Poročena je bila z Antonom Kristanom (njegova prva žena).